# Aqueduto do Antigo Horto Florestal
Aqueduto do Antigo Horto Florestal é um aqueduto localizado no bairro São Geraldo no município de Juazeiro, localizado no interior do estado da Bahia.

## História
O Aqueduto de Juazeiro trata-se de um aqueduto que foi elaborado para atender demandas de irrigação no Vale do São Francisco. Estima-se que a estrutura possua mais de cem anos, sendo uma espécie rudimentar da engenharia brasileira do século XIX, tendo sido construído sem o uso de materiais como cimento. Segundo o engenheiro agrônomo João Benvindo, que fez parte da primeira turma de Engenharia Agronômica da antiga Faculdade de Agronomia do Médio São Francisco (Famesf), o aqueduto é o único no país em funcionamento que foi construído com tijolo, cal batido, areia e a água.

### Atualidade
Visada para atender demandas agronômicas em sua fundação, atualmente o aqueduto é um importante meio de conexão entre às águas do Rio São Francisco até o Campus III da Universidade do Estado da Bahia (UNEB), passando por mangueiras, árvores frutíferas, experimentos, prédios, salas de aula e laboratórios que integram a universidade.
Segundo reportagem do site Preto no Branco de 2017, feita pelo jornalista Juliano Ferreira, o Aqueduto encontra-se com uma série de problemas de infiltração. Segundo Ferreira, no ano de 2016, uma empresa foi contratada pela UNEB para impermeabilizar o equipamento, mas, a reportagem constatou que as infiltrações continuam. Uma grande mata cobre parte da sua estrutura, demonstrando falta de manutenção adequada a estrutura.

## Tombamento
No ano de 2008, o aqueduto passou pelo processo de tombamento histórico junto ao Instituto do Patrimônio Artístico e Cultural da Bahia (IPAC), órgão vinculado ao governo do estado da Bahia que visa preservar a memória do estado baiano.